# Sabacon unicornis
Sabacon unicornis is een hooiwagen uit de familie Sabaconidae.